# Ise (Nigeria)
Ise – miasto w Nigerii, w stanie Ekiti; 206 tys. mieszkańców (2006). Przemysł spożywczy.